# Mikaniopsis cissampelina
Mikaniopsis cissampelina là một loài thực vật có hoa trong họ Cúc. Loài này được (DC.) C.Jeffrey mô tả khoa học đầu tiên năm 1986.